# São Sebastião do Maranhão (kommun)
São Sebastião do Maranhão är en kommun i Brasilien.   Den ligger i delstaten Minas Gerais, i den sydöstra delen av landet, 600 km öster om huvudstaden Brasília. Antalet invånare är 10 647.
Följande samhällen finns i São Sebastião do Maranhão:
- São Sebastião do Maranhão

Omgivningarna runt São Sebastião do Maranhão är huvudsakligen savann. Runt São Sebastião do Maranhão är det ganska glesbefolkat, med 50 invånare per kvadratkilometer.